# باراهازار
باراهازار (به لاتین: Barahazar) یک روستا در بنگلادش است که در استان باریسال و در ناحیه باریسال واقع شده است.